# Juan Marichal
Juan Antonio Marichal Sánchez (Montecristi, 20 ottobre 1937) è un ex giocatore di baseball dominicano che ha giocato nel ruolo di lanciatore nella Major League Baseball (MLB). È stato introdotto nella National Baseball Hall of Fame nel 1983.

## Carriera
Marichal debuttò nella MLB il 19 luglio 1960 con la maglia dei San Francisco Giants. Nella prima gara in carriera ebbe un impatto immediato contro i Philadelphia Phillies, portando un no-hitter fino all'ottavo inning prima di concedere un singolo a Clay Dalrymple, l'unico della sua partita, terminata con una base su ball e 12 strikeout senza subire punti. Chiuse la sua prima stagione con 6 vittorie e 2 sconfitte. Salì a 13 vittorie nel 1961, 18 nel 1962 e 25 nel 1963. A partire dal 1962 fu sempre convocato per l'All-Star Game nel resto degli anni sessanta.
Nel 1968 Marichal si classificò quinto nel premio di MVP della National League. Lui e Sandy Koufax sono gli unici lanciatori del secondo dopoguerra ad avere più di una stagione con almeno 25 vittorie: entrambi vi riuscirono per tre volte. Marichal vinse più gare di qualsiasi altro lanciatore negli anni sessanta, non venendo mai premiato però col Cy Young Award, oscurato da altre stelle come Koufax e Bob Gibson. Le World Series 1962, dove i Giants furono sconfitti dai New York Yankees per 4-3, furono le uniche che disputò in carriera. Le sue due ultime stagioni le disputò con i Boston Red Sox (1974) e i Los Angeles Dodgers (1975). Nel 1999 fu inserito da The Sporting News‍ al 71º posto nella classifica dei migliori cento giocatori di tutti i tempi.

## Palmarès
- MBL All-Star: 10

1962–1969, 1971
- MVP dell'All-Star Game: 1

1965
- Leader della National League in vittorie: 1

1968
- Leader della MLB in media PGL

1969
- Numero 27 ritirato dai San Francisco Giants